# Debellatio
Debellatio (завоювання) — (лат. debellatio — повне завоювання; лат. bellum — війна) — повне захоплення території незалежної держави і встановлення контролю над нею з позбавленням верховної влади суверенного уряду даної держави. Анексія таких територій державою-агресором згідно сучасних норм міжнародного права характеризується даним терміном.
Таке завоювання суперечить нормам міжнародного права і є ним заборонене. Міжнародне співтовариство, держави зобов'язані не визнавати правових аспектів завоювання державою-агресором території суверенної держави.